# Clavipalpus peruanus
Clavipalpus peruanus är en skalbaggsart som beskrevs av Moser 1918. Clavipalpus peruanus ingår i släktet Clavipalpus och familjen Melolonthidae. Inga underarter finns listade i Catalogue of Life.